# 중창
중창이란 몇몇의 사람이 각각의 가락을 맡아 함께 노래를 부르는 것이다. 독창, 합창, 제창과 대칭되는 말이며 이를 위해 쓰여진 곡을 중창곡이라 한다.
부르는 사람의 수에 따라 2중창, 3중창등으로 나뉜다. 보통 2중창에서 4중창까지가 많으며 독립된 악곡으로써 작곡되기도 하고 오페라, 오라토리오의 일부로서 작곡된 것도 있다.